# Chiesa di San Giovanni Battista (Savigliano)
La chiesa di San Giovanni Battista è il nome di complesso costituito da due chiese situate a Savigliano, in Piemonte, nel quartiere di San Giovanni zona   Nord della città e facenti parte della Diocesi di Torino.  Alle chiese si aggiunge una confraternita con la medesima dedica.

## Storia e descrizione
Una prima chiesa antica, inizialmente una semplice cappella risale all'XI secolo e fu edificata su preesistenze romane. Nel 1028 essa viene donata all'abbazia di San Pietro, al tempo già parrocchia. Accanto al complesso sorse un cimitero. La chiesa fu restaurata ed ampliata alla fine del Trecento, mentre intorno al 1454 subì una radicale ricostruzione, con un'inversione dell'orientamento e la facciata spostata dal lato ovest a quello est, e con l'aggiunta di una navata meridionale. Nel 1596 venne danneggiata da un incendio e nuovamente restaurata nel Seicento. 
L'edificio sacro, non più sufficiente per le esigenze dei fedeli, fu completamente ricostruito accanto al precedente che oggi sopravvive quale cappella feriale tra 1911 e 1916 e, dopo la guerra, tra 1920 e 1922. Nel 1972 la chiesa fu oggetto di una radicale trasformazione post-conciliare che mirò a renderla più "moderna", eliminando quasi tutti gli arredi più o meno antichi. Venne realizzato un nuovo presbiterio, dotato di altare, ambone e sede, sul lato destro della chiesa. Vennero demoliti gli altari laterali, la balaustra di colonne e gli arredi, i confessionali, i banchi e il pulpito. vennero alienati o rimossi molti dipinti e rimosse molte statue. Il pavimento fu coperto da moquette grigia e le pareti tinteggiate di lilla e bianco. 
La facciata, di gusto eclettico, risale ad un intervento della fine dell'Ottocento. 
L'edificio conserva affreschi quattrocenteschi che ornavano la zona dell'abside, attualmente visibili nella prima campata. Gli affreschi costituiscono un'Annunciazione, opera di Pietro da Saluzzo, una Madonna con Bambino in trono, attribuita al "Maestro di Luceram", e un Cristo in gloria tra la Vergine e San Giovanni della bottega dei Biazaci di Busca.
Una nuova chiesa con la medesima dedica fu iniziata nel 1911 accanto alla precedente, su progetto dell'ingegnere torinese Enrico Mottura, e inaugurata nel 1922. Di gusto eclettico, si compone di elementi neoclassici e barocchi e presenta una facciata con timpano sorretto da quattro colonne di un ordine gigante.